# Cytisus villosus
Il citiso villoso (Cytisus villosus Pourr., 1788) è un piccolo arbusto appartenente alla famiglia delle Fabacee.

## Etimologia
Il nome generico (Cytisus) secondo alcune etimologie deriva dalla parola greca kutisus un nome per una specie di trifoglio (in riferimento alla forma delle foglie); secondo altre etimologie "Cytisus" è una denominazione latina che discende da un preesistente vocabolo greco kytisos di incerta etimologia (potrebbe derivare da qualche idioma dei primi abitatori dell'Asia Minore).; secondo altre etimologie ancora deriva dalla parola greca kýtos (= cavità). L'epiteto specifico (villosus) fa riferimento all'aspetto peloso.

Il binomio scientifico di questa pianta è stato proposto per la prima volta dal botanico francese Pierre André Pourret (1754-1818) nella pubblicazione "Mem. Acad. Sci. Toulouse 3: 317" del 1788.

## Descrizione
Queste piante sono alte da 5 dm fino a 20 dm. La forma biologica è del tipo fanerofita cespugliosa (P caesp), ossia sono piante perenni, legnose alla base con portamento cespuglioso anche robusto, con gemme svernanti poste ad un'altezza dal suolo tra i 12 ed i 20 cm (massimo 50 cm); nella stagione fredda le porzioni erbacee si seccano e rimangono in vita soltanto le parti legnose e ipogee. Questa pianta annerisce con la disseccazione

### Fusto
La parte aerea del fusto è legnosa; il colore della corteccia è verde-olivacea, mentre i rami giovani sono bianco-sericei ed hanno una sezione pentagonale (oppure sono più o meno cilindrici) con angoli ottusi.

### Foglie

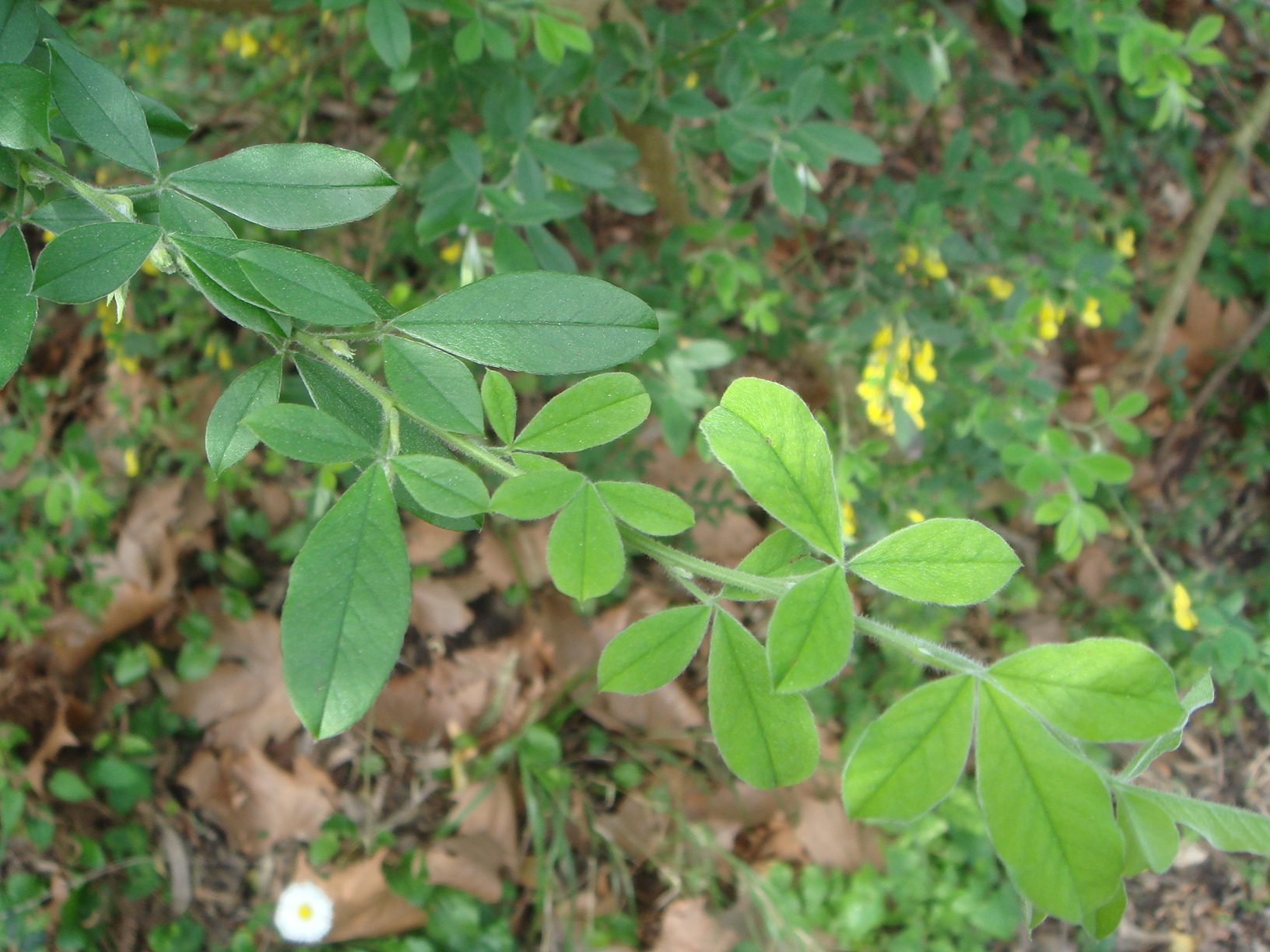
Le foglie

Le foglie, picciolate, sono formate da tre segmenti, a margini interi, strettamente ellittici, acuti e appena picciolati; quello centrale è più grande dei laterali. La superficie è ricoperta da peli sparsi, il colore è verde-scuro nella parte adassiale e bianco-sericeo in quella abassiale. Sulla superficie sono presenti dei nervi che non raggiungono il margine della foglia. Lunghezza del picciolo: 5 – 8 cm. Dimensione dei segmenti laterali: larghezza 5 – 6 mm; lunghezza 10 – 13 mm. Dimensione del segmento centrale: larghezza 10 mm; lunghezza 24 m. 

### Infiorescenza

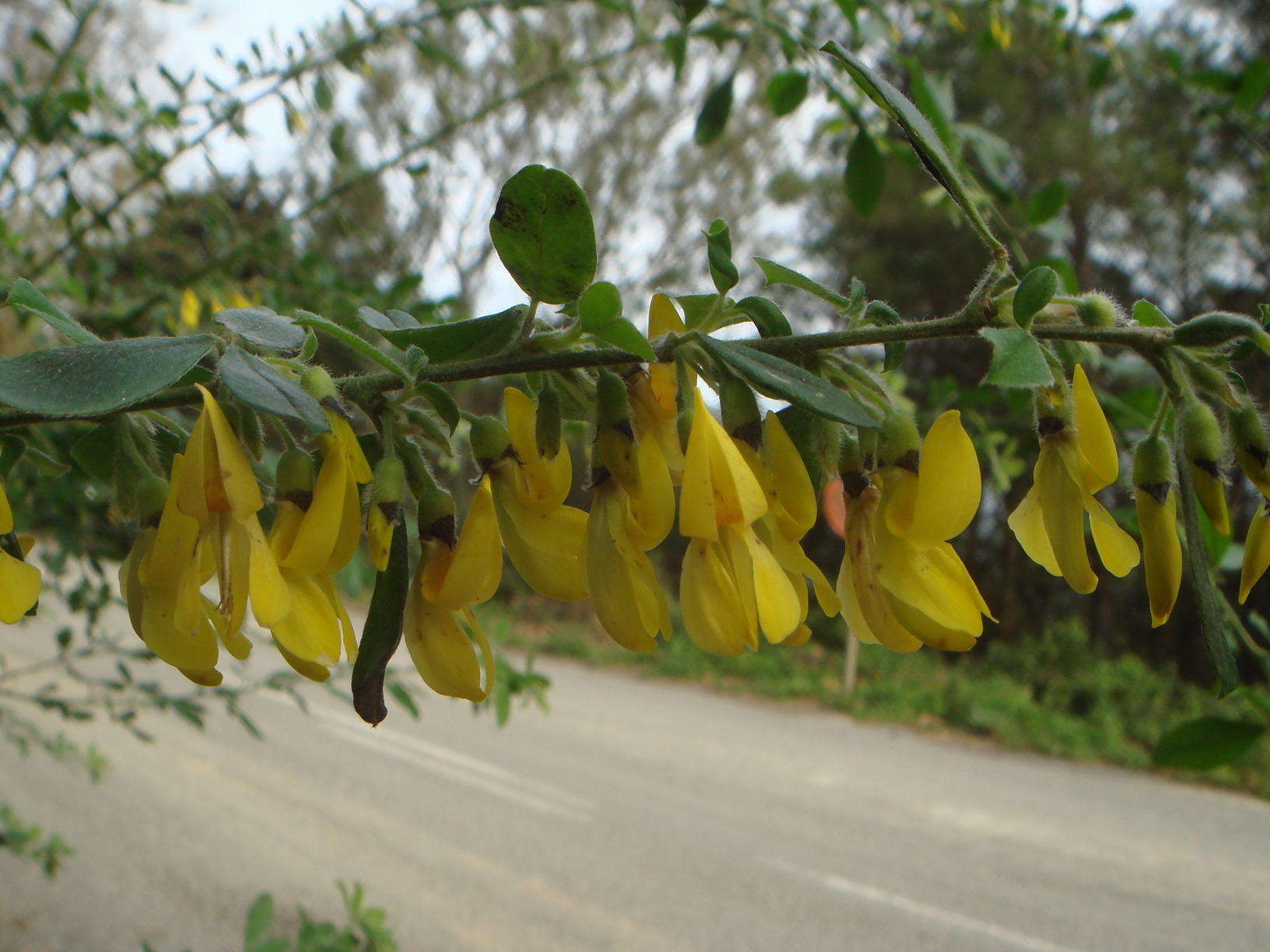
Infiorescenza

Le infiorescenze sono formate da 1 - 2 fiori posti all'ascella delle foglie superiori.

### Fiore
I fiori sono colorati di giallo e sono ermafroditi, pentameri, zigomorfi, eteroclamidati (calice e corolla ben differenziati) e diplostemoni (gli stami sono il doppio dei petali). Dimensione di un singolo fiore: 15 mm.
- Formula fiorale:

K (5), C 3+(2), A (10), G 1 (supero)
- Calice: il calice è peloso ed è del tipo tubulare (gamosepalo) e termina con 5 denti acuti e scuri; il calice è bilabiato in quanto i 5 denti sono raggruppati in due denti superiori brevi (due labbra corte) e tre inferiori più lunghi. Lunghezza del tubo del calice 2,5 mm. Lunghezza dei denti 1 - 1,5 mm.
- Corolla: la corolla, (a 5 petali) è del tipo papilionaceo dialipetalo:  ossia un petalo centrale più sviluppato degli altri in posizione alta (vessillo spatolato); i due petali intermedi (le ali) sono liberi e in posizione laterale; mentre gli altri due rimanenti, inferiori, (carena pendula) sono concresciuti e inclusi nelle ali. Il vessillo all'antesi è completamente ripiegato all'indietro. La carena è lunga 15 mm. Dimensioni del vessillo:  16 – 18 mm.
- Androceo: gli stami sono 10 connati (saldati in un fascio unico = monadelfi).
- Gineceo: lo stilo è unico e appena incurvato su un ovario supero formato da un carpello uniloculare. Lo stigma è apicale.
- Fioritura: da febbraio a maggio.

### Frutti

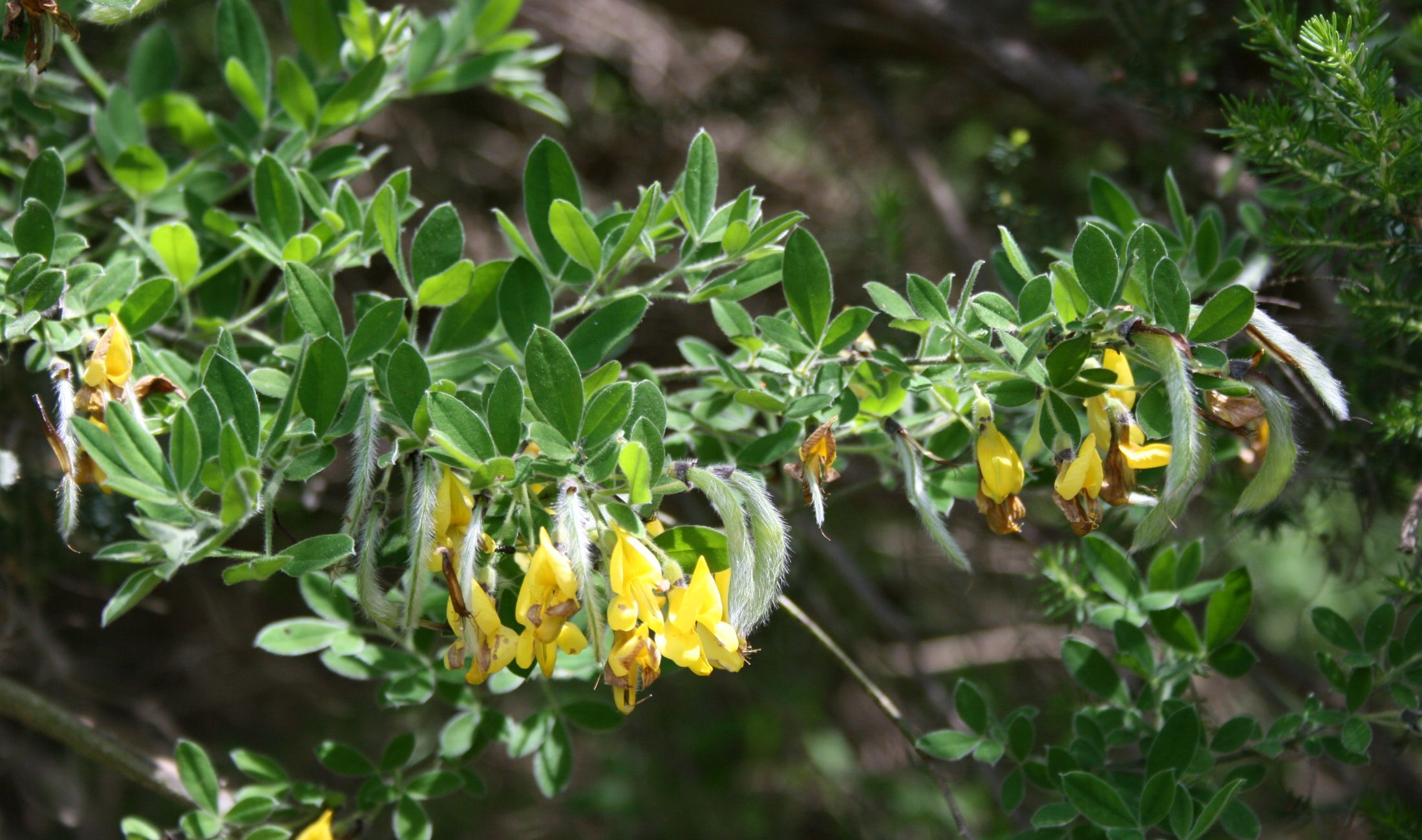
I frutti villosi

Il frutto è un legume villoso, appiattito, bianco-argentino, di tipo deiscente. Dimensioni del legume: larghezza 4 – 6 mm; lunghezza 20 – 40 mm.

## Riproduzione
- Impollinazione: l'impollinazione avviene tramite insetti (impollinazione entomogama).
- Riproduzione: la fecondazione avviene fondamentalmente tramite l'impollinazione dei fiori (vedi sopra).
- Dispersione: i semi cadendo a terra sono dispersi soprattutto da insetti tipo formiche (disseminazione mirmecoria).

## Distribuzione e habitat

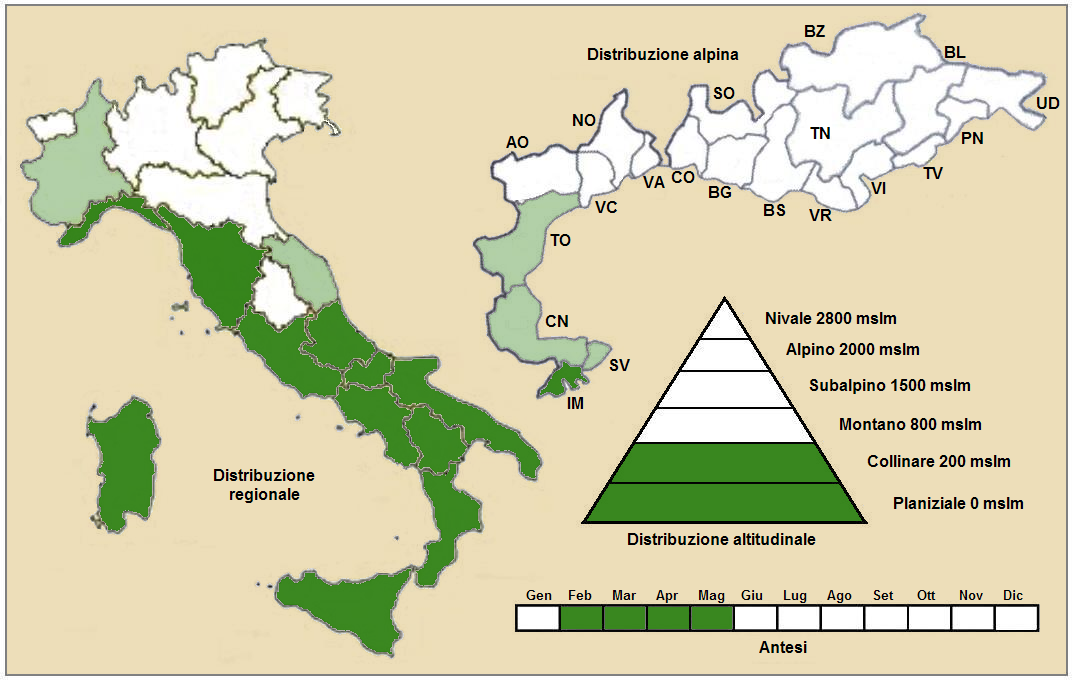
Distribuzione della pianta
(Distribuzione regionale – Distribuzione alpina)

- Geoelemento: il tipo corologico (area di origine) è Ovest e Centro Mediterraneo.
- Distribuzione: in Italia al nord è presente all'estremo occidentale delle Alpi (in Francia si trova nel dipartimento delle Alpes-Maritimes); altrove si trova soprattutto al sud e isole. Sugli altri rilievi europei si trova nei Pirenei.[8] È presente anche nell'areale mediterraneo dall'Africa occidentale fino all'Anatolia.[9]
- Habitat: l'habitat tipico per questa specie sono le macchie e le leccete; ma anche gli arbusteti meso-termofili e i querceti mediterranei sempreverdi.  Il substrato preferito è siliceo con pH acido, bassi valori nutrizionali del terreno che deve essere arido.
- Distribuzione altitudinale: sui rilievi queste piante si possono trovare fino a 1000 m s.l.m.; frequentano quindi i seguenti piani vegetazionali: collinare e quello planiziale – a livello del mare.

### Fitosociologia
Dal punto di vista fitosociologico la specie di questa voce appartiene alla seguente comunità vegetale:
Formazione: delle comunità delle lande di arbusti nani e delle torbiere;
Classe: Cisto-Lavanduletea
Ordine: Lavanduletalia stoechadis
Alleanza: Cistion ladaniferi

## Tassonomia
Il genere del “citisio villoso” (Cytisus) è mediamente numeroso: comprende una cinquantina di specie, una dozzina delle quali vivono spontaneamente in Italia. La famiglia (Fabaceae) invece è abbastanza numerosa: raccoglie 650 generi con oltre 18.000 specie. In altre classificazioni la famiglia di questa specie è chiamata Leguminosae o anche Papilionaceae.

Il genere della specie di questa voce appartiene alla tribù delle Genisteae caratterizzata dall'avere tutti e 10 gli stami monadelfi. La tribù è descritta all'interno della grande sottofamiglia Faboideae (o anche come sinonimo: Papilionoideae) caratterizzata dall'avere i fiori simili a farfalle.

Il numero cromosomico di C. villosus è: 2n = 48.

### Sinonimi
Questa entità ha avuto nel tempo diverse nomenclature. L'elenco seguente indica alcuni tra i sinonimi più frequenti:
- Cytisus triflorus L'Hér
- Genista triflora Rouy

### Specie simili
Questa pianta può essere confusa con la specie Genista monspessulana (L.) L.A.S.Johnson che frequenta gli stessi habitat ed ha una distribuzione simile. Quest'ultima pianta si differenzia per i peli scuri presenti sui rami giovani, i segmenti delle foglie sono più brevi e tutti uguali tra di loro e la corolla è più piccola.

## Altre notizie
Il  citisio villoso in altre lingue è chiamato nei seguenti modi:
- (DE)  Zottiger Geißklee
- (FR)  Cytise velu
- (EN)  Hairy Broom